# Reginald Dawson Hopcraft Lough
Reginald Dawson Hopcraft Lough, britanski general, * 1885, † 1958.